# Bóng đá tại Thế vận hội Mùa hè 2024 – Giải đấu Nữ – Vòng đấu loại trực tiếp
Vòng đấu loại trực tiếp của giải bóng đá nữ tại Thế vận hội Mùa hè 2024 sẽ được diễn ra từ ngày 3 đến ngày 10 tháng 8 năm 2024. Hai đội tuyển đứng đầu mỗi bảng và hai đội đứng thứ ba có thành tích tốt nhất sẽ giành quyền vào vòng đấu loại trực tiếp.

## Thể thức
Ở vòng đấu loại trực tiếp, nếu trận đấu có tỷ số hòa sau 90 phút thi đấu chính thức, hiệp phụ sẽ được diễn ra (hai hiệp, mỗi hiệp 15 phút) và nếu cần sẽ tiến hành loạt sút luân lưu để xác định đội giành chiến thắng.

## Các đội tuyển vượt qua vòng bảng
Hai đội tuyển đứng đầu mỗi bảng và hai đội đứng thứ ba có thành tích tốt nhất sẽ giành quyền vào vòng đấu loại trực tiếp.
| Bảng | Nhất bảng   | Nhì bảng | Vị trí thứ ba |
| ---- | ----------- | -------- | ------------- |
| A    | Pháp        | Canada   | Colombia      |
| B    | Hoa Kỳ      | Đức      | —             |
| C    | Tây Ban Nha | Nhật Bản | Brasil        |

## Sự phân chia các cặp đấu tại vòng tứ kết
Các trận đấu cụ thể liên quan đến các đội đứng thứ ba phụ thuộc vào hai đội đứng thứ ba nào giành quyền vào tứ kết:
| Các đội đứng thứ ba giành quyền vào tứ kết từ các bảng | Các đội đứng thứ ba giành quyền vào tứ kết từ các bảng | Các đội đứng thứ ba giành quyền vào tứ kết từ các bảng |    | 1A vs | 1C vs |
| ------------------------------------------------------ | ------------------------------------------------------ | ------------------------------------------------------ | -- | ----- | ----- |
| A                                                      | B                                                      |                                                        | 3B | 3A    |       |
| A                                                      |                                                        | C                                                      | 3C | 3A    |       |
|                                                        | B                                                      | C                                                      | 3C | 3B    |       |

## Sơ đồ
|  | Tứ kết                       | Tứ kết                       |                              |       | Bán kết               | Bán kết               |  |  | Tranh huy chương vàng | Tranh huy chương vàng |
|  |                              |                              |                              |       |                       |                       |  |  |                       |                       |
|  | 3 tháng 8 – Nantes           |                              |                              |       |                       |                       |  |  |                       |                       |
|  |                              |                              |                              |       |                       |                       |  |  |                       |                       |
|  | Pháp                         | 0                            |                              |       |                       |                       |  |  |                       |                       |
|  | Pháp                         | 0                            | 6 tháng 8 – Marseille        |       |                       |                       |  |  |                       |                       |
|  | Brasil                       | 1                            |                              |       |                       |                       |  |  |                       |                       |
|  | Brasil                       | 1                            | Brasil                       | 4     |                       |                       |  |  |                       |                       |
|  | 3 tháng 8 – Décines-Charpieu |                              | Brasil                       | 4     |                       |                       |  |  |                       |                       |
|  |                              | Tây Ban Nha                  | 2                            |       |                       |                       |  |  |                       |                       |
|  | Tây Ban Nha (p)              | Tây Ban Nha                  | 2                            | 2 (4) |                       |                       |  |  |                       |                       |
|  | Tây Ban Nha (p)              |                              | 10 tháng 8 – Paris           | 2 (4) |                       |                       |  |  |                       |                       |
|  | Colombia                     | 2 (2)                        |                              |       |                       |                       |  |  |                       |                       |
|  | Colombia                     | 2 (2)                        | Brasil                       | 0     |                       |                       |  |  |                       |                       |
|  | 3 tháng 8 – Paris            |                              | Brasil                       | 0     |                       |                       |  |  |                       |                       |
|  |                              | Hoa Kỳ                       | 1                            |       |                       |                       |  |  |                       |                       |
|  | Hoa Kỳ (s.h.p.)              | Hoa Kỳ                       | 1                            | 1     |                       |                       |  |  |                       |                       |
|  | Hoa Kỳ (s.h.p.)              | 6 tháng 8 – Décines-Charpieu |                              | 1     |                       |                       |  |  |                       |                       |
|  | Nhật Bản                     | 0                            |                              |       |                       |                       |  |  |                       |                       |
|  | Nhật Bản                     | 0                            | Hoa Kỳ (s.h.p.)              | 1     |                       |                       |  |  |                       |                       |
|  | 3 tháng 8 – Marseille        |                              | Hoa Kỳ (s.h.p.)              | 1     |                       |                       |  |  |                       |                       |
|  |                              | Đức                          | 0                            |       | Tranh huy chương đồng | Tranh huy chương đồng |  |  |                       |                       |
|  | Canada                       | Đức                          | 0                            | 0 (2) | Tranh huy chương đồng | Tranh huy chương đồng |  |  |                       |                       |
|  | Canada                       |                              | 9 tháng 8 – Décines-Charpieu | 0 (2) |                       |                       |  |  |                       |                       |
|  | Đức (p)                      | 0 (4)                        |                              |       |                       |                       |  |  |                       |                       |
|  | Đức (p)                      | 0 (4)                        | Tây Ban Nha                  | 0     |                       |                       |  |  |                       |                       |
|  |                              |                              |                              |       |                       |                       |  |  |                       |                       |
|  | Đức                          | 1                            |                              |       |                       |                       |  |  |                       |                       |
|  | Đức                          | 1                            |                              |       |                       |                       |  |  |                       |                       |

## Tứ kết

### Hoa Kỳ vs Nhật Bản
| Hoa Kỳ          | 1–0 (s.h.p.) | Nhật Bản |
| --------------- | ------------ | -------- |
| - Rodman 105+2' | Chi tiết     |          |

| Hoa Kỳ | Nhật Bản |

| GK               | 1  | Alyssa Naeher     |     |        |
| RB               | 2  | Emily Fox         |     | 120+1' |
| CB               | 4  | Naomi Girma       |     |        |
| CB               | 14 | Emily Sonnett     | 57' |        |
| LB               | 7  | Crystal Dunn      |     |        |
| DM               | 3  | Korbin Albert     |     |        |
| CM               | 16 | Rose Lavelle      |     | 106'   |
| CM               | 10 | Lindsey Horan (c) |     |        |
| RF               | 5  | Trinity Rodman    |     |        |
| CF               | 9  | Mallory Swanson   |     | 91'    |
| LF               | 11 | Sophia Smith      |     |        |
| Thay người:      |    |                   |     |        |
| FW               | 8  | Lynn Williams     |     | 91'    |
| DF               | 13 | Jenna Nighswonger |     | 106'   |
| DF               | 6  | Casey Krueger     |     | 120+1' |
| Huấn luyện viên: |    |                   |     |        |
| Emma Hayes       |    |                   |     |        |

| GK               | 1  | Yamashita Ayaka  |  |      |
| CB               | 6  | Tōko Koga        |  | 91'  |
| CB               | 4  | Kumagai Saki (c) |  |      |
| CB               | 3  | Minami Moeka     |  |      |
| RM               | 20 | Moriya Miyabi    |  |      |
| CM               | 14 | Hasegawa Yui     |  | 106' |
| CM               | 10 | Nagano Fuka      |  |      |
| LM               | 13 | Kitagawa Hikaru  |  | 106' |
| RF               | 8  | Seike Kiko       |  | 46'  |
| CF               | 11 | Tanaka Mina      |  | 70'  |
| LF               | 15 | Fujino Aoba      |  | 81'  |
| Thay người:      |    |                  |  |      |
| FW               | 17 | Hamano Maika     |  | 46'  |
| FW               | 9  | Ueki Riko        |  | 70'  |
| MF               | 7  | Miyazawa Hinata  |  | 81'  |
| DF               | 5  | Takahashi Hana   |  | 91'  |
| MF               | 16 | Hayashi Honoka   |  | 106' |
| FW               | 19 | Chiba Remina     |  | 106' |
| Huấn luyện viên: |    |                  |  |      |
| Ikeda Futoshi    |    |                  |  |      |

| Trợ lý trọng tài: Almira Spahić (Thụy Điển) Francesca Di Monte (Ý) Trọng tài thứ tư: Espen Eskås (Na Uy) Trợ lý trọng tài dự phòng: Jan Erik Engan (Na Uy) Trợ lý trọng tài video: Ivan Bebek (Croatia) Trợ lý tổ trợ lý trọng tài video: David Coote (Anh) Ovidiu Hațegan (România) |

### Tây Ban Nha vs Colombia
| Tây Ban Nha                                  | 2–2 (s.h.p.) | Colombia                              |
| -------------------------------------------- | ------------ | ------------------------------------- |
| - Hermoso 79' - Paredes 90+7'                | Chi tiết     | - Ramírez 12' - Santos 52'            |
| Loạt sút luân lưu                            |              |                                       |
| - Caldentey - Navarro - Paralluelo - Bonmatí | 4–2          | - Usme - Vanegas - Salazar - Carabalí |

| Tây Ban Nha | Colombia |

| GK               | 13 | Cata Coll            |    |     |
| RB               | 2  | Ona Batlle           |    |     |
| CB               | 4  | Irene Paredes (c)    |    |     |
| CB               | 14 | Laia Aleixandri      | 8' | 79' |
| LB               | 18 | Olga Carmona         |    | 65' |
| DM               | 12 | Patricia Guijarro    |    | 52' |
| CM               | 6  | Aitana Bonmatí       |    |     |
| CM               | 11 | Alexia Putellas      |    | 65' |
| RF               | 7  | Athenea del Castillo |    | 79' |
| CF               | 9  | Salma Paralluelo     |    |     |
| LF               | 8  | Mariona Caldentey    |    |     |
| Thay người:      |    |                      |    |     |
| MF               | 3  | Teresa Abelleira     |    | 52' |
| FW               | 10 | Jenni Hermoso        |    | 65' |
| FW               | 21 | Alba Redondo         |    | 65' |
| DF               | 16 | Laia Codina          |    | 79' |
| FW               | 15 | Eva Navarro          |    | 79' |
| Huấn luyện viên: |    |                      |    |     |
| Montserrat Tomé  |    |                      |    |     |

| GK               | 12 | Katherine Tapia   |     |       |
| RB               | 17 | Carolina Arias    |     |       |
| CB               | 3  | Daniela Arias     | 30' |       |
| CB               | 16 | Jorelyn Carabalí  |     |       |
| LB               | 2  | Manuela Vanegas   |     |       |
| CM               | 8  | Marcela Restrepo  |     | 98'   |
| CM               | 11 | Catalina Usme (c) |     |       |
| RW               | 7  | Manuela Paví      |     | 45+2' |
| AM               | 10 | Leicy Santos      |     | 86'   |
| LW               | 18 | Linda Caicedo     |     | 66'   |
| CF               | 9  | Mayra Ramírez     |     | 86'   |
| Thay người:      |    |                   |     |       |
| MF               | 13 | Ilana Izquierdo   |     | 45+2' |
| MF               | 6  | Daniela Montoya   |     | 66'   |
| MF               | 15 | Liana Salazar     |     | 86'   |
| DF               | 4  | Daniela Caracas   |     | 86'   |
| DF               | 5  | Yirleidis Minota  |     | 98'   |
| Huấn luyện viên: |    |                   |     |       |
| Ángelo Marsiglia |    |                   |     |       |

| Trợ lý trọng tài: Sandra Ramírez (México) Karen Díaz (México) Trọng tài thứ tư: Kim Yu-jeong (Hàn Quốc) Trợ lý trọng tài dự phòng: Park Mi-suk (Hàn Quốc) Trợ lý trọng tài video: Tatiana Guzmán (Nicaragua) Trợ lý tổ trợ lý trọng tài video: Guillermo Pacheco (México) Sivakorn Pu-udom (Thái Lan) |

### Canada vs Đức
| Canada                             | 0–0 (s.h.p.) | Đức                                        |
| ---------------------------------- | ------------ | ------------------------------------------ |
|                                    | Chi tiết     |                                            |
| Loạt sút luân lưu                  |              |                                            |
| - Quinn - Lawrence - Leon - Beckie | 2–4          | - Gwinn - Minge - Lohmann - Rauch - Berger |

| Canada | Đức |

| GK                     | 1  | Kailen Sheridan    |  |      |
| RB                     | 12 | Jade Rose          |  |      |
| CB                     | 14 | Vanessa Gilles     |  |      |
| CB                     | 3  | Kadeisha Buchanan  |  |      |
| LB                     | 2  | Gabrielle Carle    |  | 57'  |
| CM                     | 13 | Simi Awujo         |  | 109' |
| CM                     | 5  | Quinn              |  |      |
| RW                     | 10 | Ashley Lawrence    |  |      |
| AM                     | 17 | Jessie Fleming (c) |  | 46'  |
| LW                     | 9  | Jordyn Huitema     |  | 57'  |
| CF                     | 15 | Nichelle Prince    |  | 57'  |
| Thay người:            |    |                    |  |      |
| FW                     | 16 | Janine Beckie      |  | 46'  |
| FW                     | 4  | Evelyne Viens      |  | 57'  |
| FW                     | 11 | Adriana Leon       |  | 57'  |
| FW                     | 6  | Cloé Lacasse       |  | 57'  |
| MF                     | 7  | Julia Grosso       |  | 109' |
| Quyền huấn luyện viên: |    |                    |  |      |
| Andy Spence            |    |                    |  |      |

| GK                         | 12 | Ann-Katrin Berger  |      |          |
| RB                         | 15 | Giulia Gwinn       | 107' |          |
| CB                         | 3  | Kathrin Hendrich   |      |          |
| CB                         | 5  | Marina Hegering    |      |          |
| LB                         | 19 | Felicitas Rauch    | 102' |          |
| RM                         | 16 | Jule Brand         | 79'  |          |
| CM                         | 6  | Janina Minge       |      |          |
| CM                         | 9  | Sjoeke Nüsken      |      | 65'      |
| LM                         | 17 | Klara Bühl         |      | 65'      |
| CF                         | 11 | Alexandra Popp (c) |      |          |
| CF                         | 7  | Lea Schüller       |      | 114'     |
| Thay người:                |    |                    |      |          |
| MF                         | 8  | Sydney Lohmann     |      | 65'      |
| FW                         | 18 | Vivien Endemann    |      | 65' 104' |
| MF                         | 14 | Elisa Senß         |      | 104'     |
| FW                         | 10 | Laura Freigang     |      | 114'     |
| Huấn luyện viên tạm quyền: |    |                    |      |          |
| Horst Hrubesch             |    |                    |      |          |

| Trợ lý trọng tài: Neuza Back (Brasil) Fabrini Bevilaqua (Brasil) Trọng tài thứ tư: Emikar Calderas (Venezuela) Trợ lý trọng tài dự phòng: Migdalia Rodríguez (Venezuela) Trợ lý trọng tài video: Daiane Muniz (Brasil) Trợ lý tổ trợ lý trọng tài video: Leodán González (Uruguay) Carlos del Cerro Grande (Tây Ban Nha) |

### Pháp vs Brasil
| Pháp | 0–1      | Brasil              |
| ---- | -------- | ------------------- |
|      | Chi tiết | - Gabi Portilho 82' |

| Pháp | Brasil |

| GK               | 1  | Constance Picaud        |        |       |
| RB               | 5  | Élisa De Almeida        |        | 90+5' |
| CB               | 18 | Griedge Mbock Bathy     |        |       |
| CB               | 3  | Wendie Renard (c)       |        |       |
| LB               | 13 | Selma Bacha             |        |       |
| DM               | 14 | Sandie Toletti          |        | 85'   |
| CM               | 8  | Grace Geyoro            |        |       |
| CM               | 7  | Sakina Karchaoui        |        |       |
| RF               | 10 | Delphine Cascarino      | 90+10' |       |
| CF               | 12 | Marie-Antoinette Katoto | 28'    |       |
| LF               | 17 | Sandy Baltimore         |        | 69'   |
| Thay người:      |    |                         |        |       |
| FW               | 11 | Kadidiatou Diani        | 90+4'  | 69'   |
| FW               | 9  | Eugénie Le Sommer       |        | 85'   |
| MF               | 15 | Kenza Dali              |        | 90+5' |
| Huấn luyện viên: |    |                         |        |       |
| Hervé Renard     |    |                         |        |       |

| GK               | 1  | Lorena             |       |     |
| RB               | 15 | Thaís              |       | 88' |
| CB               | 3  | Tarciane           |       |     |
| CB               | 4  | Rafaelle Souza (c) |       | 54' |
| LB               | 13 | Yasmim             |       |     |
| RM               | 11 | Jheniffer          | 1'    | 87' |
| CM               | 5  | Duda Sampaio       |       | 63' |
| CM               | 17 | Ana Vitória        |       |     |
| LM               | 9  | Adriana            |       |     |
| CF               | 16 | Gabi Nunes         |       | 62' |
| CF               | 18 | Gabi Portilho      | 90+4' |     |
| Thay người:      |    |                    |       |     |
| DF               | 6  | Tamires            | 79'   | 54' |
| FW               | 7  | Kerolin            | 79'   | 62' |
| MF               | 20 | Angelina           | 90+9' | 62' |
| FW               | 14 | Ludmila            |       | 87' |
| DF               | 21 | Lauren             |       | 88' |
| Huấn luyện viên: |    |                    |       |     |
| Arthur Elias     |    |                    |       |     |

| Trợ lý trọng tài: Brooke Mayo (Hoa Kỳ) Kathryn Nesbitt (Hoa Kỳ) Trọng tài thứ tư: Yamashita Yoshimi (Nhật Bản) Trợ lý trọng tài dự phòng: Makoto Bozono (Nhật Bản) Trợ lý trọng tài video: Rob Dieperink (Hà Lan) Trợ lý tổ trợ lý trọng tài video: Rodrigo Carvajal (Chile) Khamis Al-Marri (Qatar) |

## Bán kết

### Hoa Kỳ vs Đức
| Hoa Kỳ      | 1–0 (s.h.p.) | Đức |
| ----------- | ------------ | --- |
| - Smith 95' | Chi tiết     |     |

| Hoa Kỳ | Đức |

| GK               | 1  | Alyssa Naeher     |  |      |
| RB               | 2  | Emily Fox         |  |      |
| CB               | 4  | Naomi Girma       |  |      |
| CB               | 12 | Tierna Davidson   |  | 46'  |
| LB               | 7  | Crystal Dunn      |  | 91'  |
| CM               | 10 | Lindsey Horan (c) |  | 91'  |
| CM               | 17 | Sam Coffey        |  |      |
| RW               | 5  | Trinity Rodman    |  |      |
| AM               | 16 | Rose Lavelle      |  | 60'  |
| LW               | 9  | Mallory Swanson   |  | 110' |
| CF               | 11 | Sophia Smith      |  |      |
| Thay người:      |    |                   |  |      |
| DF               | 14 | Emily Sonnett     |  | 46'  |
| FW               | 8  | Lynn Williams     |  | 60'  |
| DF               | 13 | Jenna Nighswonger |  | 91'  |
| MF               | 3  | Korbin Albert     |  | 91'  |
| DF               | 6  | Casey Krueger     |  | 110' |
| Huấn luyện viên: |    |                   |  |      |
| Emma Hayes       |    |                   |  |      |

| GK                         | 12 | Ann-Katrin Berger |      |      |
| RB                         | 15 | Giulia Gwinn (c)  |      |      |
| CB                         | 3  | Kathrin Hendrich  |      |      |
| CB                         | 5  | Marina Hegering   | 44'  | 78'  |
| LB                         | 19 | Felicitas Rauch   |      | 106' |
| RM                         | 16 | Jule Brand        | 108' |      |
| CM                         | 8  | Sydney Lohmann    |      | 91'  |
| CM                         | 6  | Janina Minge      |      |      |
| LM                         | 17 | Klara Bühl        |      |      |
| CF                         | 9  | Sjoeke Nüsken     |      |      |
| CF                         | 21 | Nicole Anyomi     |      | 69'  |
| Thay người:                |    |                   |      |      |
| FW                         | 10 | Laura Freigang    |      | 69'  |
| DF                         | 4  | Bibiane Schulze   |      | 78'  |
| MF                         | 14 | Elisa Senß        |      | 91'  |
| DF                         | 13 | Sara Doorsoun     |      | 106' |
| Huấn luyện viên tạm quyền: |    |                   |      |      |
| Horst Hrubesch             |    |                   |      |      |

| Trợ lý trọng tài: Fatiha Jermoumi (Maroc) Diana Chikotesha (Zambia) Trọng tài thứ tư: Kim Yu-jeong (Hàn Quốc) Trợ lý trọng tài dự phòng: Park Mi-suk (Hàn Quốc) Trợ lý trọng tài video: Ivan Bebek (Croatia) Trợ lý tổ trợ lý trọng tài video: Tatiana Guzmán (Nicaragua) Khamis Al-Marri (Qatar) |

### Brasil vs Tây Ban Nha
| Brasil                                                                  | 4–2      | Tây Ban Nha                                   |
| ----------------------------------------------------------------------- | -------- | --------------------------------------------- |
| - Paredes 6' (l.n.) - Gabi Portilho 45+4' - Adriana 72' - Kerolin 90+1' | Chi tiết | - Duda Sampaio 85' (l.n.) - Paralluelo 90+12' |

| Brasil | Tây Ban Nha |

| GK               | 1  | Lorena        |       |     |
| CB               | 15 | Thaís         |       |     |
| CB               | 21 | Lauren        |       | 76' |
| CB               | 3  | Tarciane      |       |     |
| RM               | 14 | Ludmila       |       | 56' |
| CM               | 20 | Angelina (c)  |       | 56' |
| CM               | 8  | Vitória Yaya  |       |     |
| LM               | 13 | Yasmim        |       |     |
| RF               | 19 | Priscila      |       | 76' |
| CF               | 18 | Gabi Portilho | 90'   |     |
| LF               | 11 | Jheniffer     |       | 69' |
| Thay người:      |    |               |       |     |
| FW               | 9  | Adriana       | 90+8' | 56' |
| MF               | 5  | Duda Sampaio  |       | 56' |
| MF               | 17 | Ana Vitória   |       | 69' |
| FW               | 16 | Gabi Nunes    |       | 76' |
| FW               | 7  | Kerolin       |       | 76' |
| Huấn luyện viên: |    |               |       |     |
| Arthur Elias     |    |               |       |     |

| GK               | 13 | Cata Coll            | 90'   |     |
| RB               | 2  | Ona Batlle           |       |     |
| CB               | 4  | Irene Paredes (c)    |       | 51' |
| CB               | 16 | Laia Codina          |       | 77' |
| LB               | 18 | Olga Carmona         |       | 46' |
| DM               | 3  | Teresa Abelleira     | 45+3' | 64' |
| CM               | 6  | Aitana Bonmatí       |       |     |
| CM               | 10 | Jenni Hermoso        |       |     |
| RF               | 15 | Eva Navarro          |       | 46' |
| CF               | 9  | Salma Paralluelo     |       |     |
| LF               | 8  | Mariona Caldentey    |       |     |
| Thay người:      |    |                      |       |     |
| DF               | 5  | Oihane Hernández     |       | 46' |
| MF               | 7  | Athenea del Castillo |       | 46' |
| DF               | 14 | Laia Aleixandri      |       | 51' |
| MF               | 12 | Patricia Guijarro    |       | 64' |
| MF               | 11 | Alexia Putellas      |       | 77' |
| Huấn luyện viên: |    |                      |       |     |
| Montserrat Tomé  |    |                      |       |     |

| Trợ lý trọng tài: Emily Carney (Anh) Franca Overtoom (Hà Lan) Trọng tài thứ tư: Yamashita Yoshimi (Nhật Bản) Trợ lý trọng tài dự phòng: Makoto Bozono (Nhật Bản) Trợ lý trọng tài video: Jérôme Brisard (Pháp) Trợ lý tổ trợ lý trọng tài video: Rodrigo Carvajal (Chile) Rob Dieperink (Hà Lan) |

## Tranh huy chương đồng
| Tây Ban Nha | 0–1      | Đức                 |
| ----------- | -------- | ------------------- |
|             | Chi tiết | - Gwinn 64' (ph.đ.) |

| Tây Ban Nha | Đức |

| GK               | 13 | Cata Coll            | 63' |     |
| RB               | 2  | Ona Batlle           |     |     |
| CB               | 16 | Laia Codina          |     | 85' |
| CB               | 14 | Laia Aleixandri      |     |     |
| LB               | 5  | Oihane Hernández     |     | 72' |
| DM               | 3  | Teresa Abelleira     |     | 85' |
| CM               | 6  | Aitana Bonmatí       |     |     |
| CM               | 11 | Alexia Putellas (c)  |     |     |
| RF               | 7  | Athenea del Castillo |     | 72' |
| CF               | 9  | Salma Paralluelo     |     |     |
| LF               | 10 | Jenni Hermoso        |     |     |
| Thay người:      |    |                      |     |     |
| DF               | 18 | Olga Carmona         |     | 72' |
| FW               | 8  | Mariona Caldentey    |     | 72' |
| MF               | 12 | Patricia Guijarro    |     | 85' |
| FW               | 17 | Lucía García         |     | 85' |
| Huấn luyện viên: |    |                      |     |     |
| Montserrat Tomé  |    |                      |     |     |

| GK                         | 12 | Ann-Katrin Berger  |  |       |
| RB                         | 2  | Sarai Linder       |  |       |
| CB                         | 3  | Kathrin Hendrich   |  |       |
| CB                         | 5  | Marina Hegering    |  |       |
| LB                         | 19 | Felicitas Rauch    |  |       |
| RM                         | 15 | Giulia Gwinn       |  | 90+6' |
| CM                         | 11 | Alexandra Popp (c) |  |       |
| CM                         | 6  | Janina Minge       |  |       |
| LM                         | 17 | Klara Bühl         |  | 46'   |
| CF                         | 9  | Sjoeke Nüsken      |  |       |
| CF                         | 16 | Jule Brand         |  |       |
| Thay người:                |    |                    |  |       |
| FW                         | 7  | Lea Schüller       |  | 46'   |
| DF                         | 13 | Sara Doorsoun      |  | 90+6' |
| Huấn luyện viên tạm quyền: |    |                    |  |       |
| Horst Hrubesch             |    |                    |  |       |

| Trợ lý trọng tài: Sandra Ramírez (México) Karen Díaz (México) Trọng tài thứ tư: Tori Penso (Hoa Kỳ) Trợ lý trọng tài dự phòng: Brooke Mayo (Hoa Kỳ) Trợ lý trọng tài video: Khamis Al-Marri (Qatar) Trợ lý tổ trợ lý trọng tài video: Daiane Muniz (Brasil) Guillermo Pacheco (México) |

## Tranh huy chương vàng
| Brasil | 0–1      | Hoa Kỳ        |
| ------ | -------- | ------------- |
|        | Chi tiết | - Swanson 57' |

| Brasil | Hoa Kỳ |

| GK               | 1  | Lorena         |     |     |
| CB               | 21 | Lauren         |     | 84' |
| CB               | 3  | Tarciane       | 81' |     |
| CB               | 15 | Thaís          |     |     |
| RM               | 9  | Adriana (c)    |     |     |
| CM               | 8  | Vitória Yaya   |     | 50' |
| CM               | 5  | Duda Sampaio   |     | 61' |
| LM               | 13 | Yasmim         |     |     |
| RF               | 18 | Gabi Portilho  |     |     |
| CF               | 11 | Jheniffer      |     | 61' |
| LF               | 14 | Ludmila        |     | 61' |
| Thay người:      |    |                |     |     |
| MF               | 17 | Ana Vitória    |     | 50' |
| MF               | 20 | Angelina       |     | 61' |
| FW               | 10 | Marta          |     | 61' |
| FW               | 19 | Priscila       |     | 61' |
| DF               | 4  | Rafaelle Souza |     | 84' |
| Huấn luyện viên: |    |                |     |     |
| Arthur Elias     |    |                |     |     |

| GK               | 1  | Alyssa Naeher     |  |       |
| RB               | 2  | Emily Fox         |  |       |
| CB               | 4  | Naomi Girma       |  |       |
| CB               | 12 | Tierna Davidson   |  | 74'   |
| LB               | 7  | Crystal Dunn      |  |       |
| CM               | 17 | Sam Coffey        |  |       |
| CM               | 3  | Korbin Albert     |  |       |
| RW               | 5  | Trinity Rodman    |  |       |
| AM               | 10 | Lindsey Horan (c) |  |       |
| LW               | 9  | Mallory Swanson   |  | 90+5' |
| CF               | 11 | Sophia Smith      |  | 84'   |
| Thay người:      |    |                   |  |       |
| MF               | 14 | Emily Sonnett     |  | 74'   |
| FW               | 8  | Lynn Williams     |  | 84'   |
| DF               | 6  | Casey Krueger     |  | 90+5' |
| Huấn luyện viên: |    |                   |  |       |
| Emma Hayes       |    |                   |  |       |

| Trợ lý trọng tài: Almira Spahić (Thụy Điển) Francesca Di Monte (Ý) Trọng tài thứ tư: Rebecca Welch (Anh) Trợ lý trọng tài dự phòng: Franca Overtoom (Hà Lan) Trợ lý trọng tài video: Ivan Bebek (Croatia) Trợ lý tổ trợ lý trọng tài video: Carlos del Cerro Grande (Tây Ban Nha) Jérôme Brisard (Pháp) |